# Örvös sarlósfecske
Az örvös sarlósfecske (Streptoprocne zonaris) a madarak osztályának a sarlósfecske-alakúak (Apodiformes) rendjébe és a sarlósfecskefélék (Apodidae) családjába tartozó faj.

## Rendszerezése
A fajt George Shaw angol zoológus írta le 1796-ban, a Hirundo nembe Hirundo zonaris néven.

## Alfajai
- Streptoprocne zonaris albicincta (Cabanis, 1862)
- Streptoprocne zonaris altissima Chapman, 1914
- Streptoprocne zonaris bouchellii Huber, 1923
- Streptoprocne zonaris kuenzeli Niethammer, 1953
- Streptoprocne zonaris mexicana Ridgway, 1910
- Streptoprocne zonaris minor (Lawrence, 1882)
- Streptoprocne zonaris pallidifrons (Hartert, 1896)
- Streptoprocne zonaris subtropicalis Parkes, 1994
- Streptoprocne zonaris zonaris (Shaw, 1796)[2]

## Előfordulása
Az Amerikai Egyesült Államok, Mexikó, Barbados, Belize, Bonaire, Sint Eustatius, Saba, a Kajmán-szigetek, Kuba, Curaçao, a Dominikai Közösség, a Dominikai Köztársaság, Grenada, Guadeloupe, Haiti, Honduras, Jamaica, Martinique, Montserrat, Puerto Rico, Sint Maarten, Saint Kitts és Nevis, Saint Lucia, Saint Vincent és a Grenadine-szigetek, Trinidad és Tobago, Costa Rica, Guatemala, Nicaragua, Panama, Salvador, Bolívia, Brazília, Ecuador, Francia Guyana, Guyana, Kolumbia, Paraguay, Peru, Suriname, Uruguay és Venezuela területén honos. 
A természetes élőhelye szubtrópusi és trópusi síkvidéki- és hegyi esőerdők, sziklás környezetben. Vonuló faj.

## Megjelenése
Testhossza 20–22 centiméter, szárnyfesztávolsága 48–53 centiméter, testtömege 85–107 gramm.

## Életmódja
Rovarokkal táplálkozik.

## Természetvédelmi helyzete
Az elterjedési területe rendkívül nagy, egyedszáma viszont csökken, de még nem éri el a kritikus szintet. A Természetvédelmi Világszövetség Vörös listáján nem fenyegetett fajként szerepel.